# Єлизаветівка (Веселодолинський старостинський округ)
Єлизаве́тівка — село Бородінської селищної громади, у Болградському районі Одеської області України. Населення становить 367 осіб.

## Історія
12 червня 2020 року, відповідно до Розпорядження Кабінету Міністрів України від № 724-р «Про визначення адміністративних центрів та затвердження територій територіальних громад Одеської області», увійшло до складу Бородінської селищної територіальної громади.
19 липня 2020 року, в результаті адміністративно-територіальної реформи і ліквідації Тарутинського району, село увійшло до складу новоутвореного Болградського району.

## Населення
Згідно з переписом УРСР 1989 року чисельність наявного населення села становила 412 осіб, з яких 198 чоловіків та 214 жінок.
За переписом населення України 2001 року в селі мешкало 366 осіб.

### Мова
Розподіл населення за рідною мовою за даними перепису 2001 року:
| Мова       | Відсоток |
| ---------- | -------- |
| болгарська | 82,02 %  |
| російська  | 8,45 %   |
| молдовська | 4,09 %   |
| українська | 3,00 %   |
| гагаузька  | 1,63 %   |
| німецька   | 0,27 %   |
| циганська  | 0,27 %   |
| інші       | 0,27 %   |

## Народилися
Деде Дмитро Васильович (12.03.1984 — 28.09.2017)— український військовослужбовець, учасник російсько-української війни,«Почесний громадянин Тарутинської селищної територіальної громади»..